# 唐柏桥
唐柏桥（1967年8月11日—），中国湖南省永州人，目前旅居美国加州，中华人民共和国持不同政见者，曾经就读于湖南师范大学政治系，六四天安门事件后曾经入狱。1992年以政治难民身份赴美，后就读于哥伦比亚大学，为《致命中国》英文版的序言作者。

## 生平
1990年7月，唐柏桥被湖南省长沙市中级人民法院以《中華人民共和國刑法》反革命宣传煽动罪判有期徒刑3年、剥夺政治权利2年。先后被关押在广东省江门看守所、广东省公安厅看守所、长沙第一看守所、长沙第二看守所、湖南省第六监狱（邵阳龙溪监狱）等地。1991年2月，唐柏桥获假释出狱，后担任广州龙辉实业有限公司销售部经理；同时发起组建地下民运团体“中国民众团体自治联合会”（中国民自联）。
1992年夏天，唐柏桥再次遭到追捕。在香港中文大学学生和支联会的帮助下，唐柏桥收受香港捐款后逃亡香港。唐柏桥在香港秘密与人权观察亚洲部合作，调查中国共产党镇压八九湖南民运的情况。1992年“六四”周年前夕，人权观察出版唐柏桥与著名人权专家罗斌（Robin Munro）共同编写的2百多页的《湖南人权报告》（Anthems of Defeat）。
1992年4月，唐柏桥以联合国政治难民身份抵达美国；5月，唐柏桥代表世界人权联盟在联合国人权委员会年会上发表演讲。1992年至1993年，唐柏桥获开放社会基金会资助，在普林斯顿大学从事人权研究活动。
2001年至2003年，唐柏桥就读哥伦比亚大学国际关系学院，同时兼任自由亚洲电台特约评论员。
2003年至2004年，唐柏桥担任中国劳工通讯个案研究员，兼任中华学人联谊会总干事。
2004年至2005年，唐柏桥发起组建公民议政，担任公民议政执行主任。
2004年“六四”期间，唐柏桥发起全球同步纪念六四活动，并组建全球六四纪念委员会，担任秘书长。
2006年10月，中国和平组织正式改名为中国和平民主联盟，唐柏桥担任主席。
2011年，唐柏桥出版英文自传《我的两个中国》（My two Chinas），第十四世达赖喇嘛为此书做序。同年，唐柏桥为美国经济学家彼得·纳瓦罗的著作《致命中国》做序。
2012年，唐柏桥创立民主大学，自任校长。

## 著名言論

### 對中國公共知识分子的批評
2013年1月18日，唐柏橋批評公共知识分子：「『公知』在中国是个虚幻的概念，中国根本就没有媒體上所大肆宣揚的那種所谓『公共知识分子』。中國有的是良心人士或異議人士－－這些人在專制制度下是遭到打壓的。而那些被媒體捧出來的所謂公知，大多數稱不上是良心人士或異議人士；因為他們不僅很少遭到打壓，而且很多還是中共黨媒的熱捧人物。當局不過是想用所謂公知來代替傳統概念上的良心人士或異議人士，將後者的道義資源轉嫁到他們自己認可甚至栽培的人頭上，將長期為民眾的權益奔走吶喊的人權民主人士徹底邊緣化。……其實，他们不過是一群中共精心挑選的、用来冒充社会良知的声音的假冒偽劣品，其目的是搶奪真正的社會良知人士的話語權。……根據媒體對公知的定義，中國當代最偉大的公知非高智晟莫屬，可是他的名字從來沒有上任何所謂『公共知識分子排行榜』。」

### 對中國民主運動組織和領導者的批評
2014年8月12日，唐柏桥在《時報周刊》的專訪中說，最近八九民運同志王丹向馬英九政府要求「專案」返回台灣就醫，令他感嘆：「王丹被捧為明星，已經有很多年了。這些年，他幾乎沒有停止這些不當行為。為甚麼他一再做出有損民運形象的事情，而很多人還把他捧為民運領袖？王丹變成今天這個樣子，我們是否也有一部分責任？」唐柏桥說，2001年，他與王丹等八九民運同志設立「中國青年人權獎」，由王丹擔任負責人，但王丹自始至終拒絕說明中國青年人權獎基金的開支情況，王丹並持續對外開展活動募款。唐柏桥說，很多民運同道都希望王丹能對公眾交代陳水扁政府支持民運的國務機要費20萬美元的去向，但王丹始終交代不清；他認為，這筆錢很可能大部分被王丹私下用了，只有小部分用於民運事業，否則王丹一定會大加宣揚。
2014年8月15日，王丹在facebook批評，《時報周刊》採訪「在海外民運中非常邊緣的、聲譽很差的人」（影射唐柏桥）來指控他，背後動機顯然不簡單，「這樣的報道就像走路遇到地上一塊痰。我打算繞路走，根本不回應那位唐先生。」同日，唐柏橋致函《台灣蘋果日報》說不會介意王丹此言，因為「這種低水平的謾罵不會對我構成任何傷害」；他說，王丹始終以「保護國內民運戰友安全」為由拒絕交代他所收受的陳水扁政府鉅額資金去向，態度極為惡劣；他原本希望《時報周刊》報導後王丹能有正面回應，王丹卻在facebook辱罵他、汙衊他、暗示他與中共「合流」，這是對他人格的極大侮辱，王丹的心虛可想而知；他勸告王丹，如果有志從事民主政治，就要學會面對質疑和批評，否則將成為笑話。2014年8月16日，唐柏橋在facebook批評王丹：「他以為只要把我貶損一番，我就沒有資格對他的不當行為提出質疑和批評了；根本就不像一個在民主社會生活了多年的人。他的謾罵攻擊不值一駁，相信大家會把它當成一個笑話。」
2014年8月27日，唐柏橋在《周刊王》說，質疑和批評王丹的人常被王丹說成五毛黨、親中共分子或「民運邊緣人」，好像只有王丹是民運核心，這是王丹極度心虛的表現，「動不動就給人扣帽子，會成為民主社會的笑話」；他說，王丹總以為「只要不回應，過一段時間大家就忘了」，但他這次會緊追王丹直到真相大白，他甚至不惜走法律途徑逼王丹交代。2014年9月2日，唐柏橋在facebook說，王丹聲稱是海外反對派領袖的人，卻不敢用「中共」這個大家慣用的詞表達自己不認可中共政權，「完全喪失了做為一個反抗中共暴政的民運人士應有的立場」；王丹的問題絕不是出在他的水平，而是出在他的立場、和他與中共的曖昧關係。2016年6月7日，時事評論員黃毓民說，王丹面對唐柏橋的質疑，僅以人身攻擊回嗆、污衊唐柏橋是中共打手，卻拿不出財政紀錄作有力反證。

### 對中华民国政府的批評
2016年5月，唐柏橋申請來台灣簽證，卻因無中華人民共和國護照遭拒。唐柏橋不滿指出，2011年中華民國外交部下達給各地領事館公文，要求中國大陸旅居外國人士需持有中華人民共和國護照才能通過台灣旅行簽證申請，形同配合中華人民共和國政府將民運人士拒於門外。唐柏橋表示，他無國籍但早成美國永久居民，以往都能憑旅行證和綠卡取得各國簽證，但五月初於駐舊金山臺北經濟文化辦事處申請台灣旅行簽證卻遭拒。唐柏橋表示，2011年外交部下達給各地領館的文件成為他申請失敗主因，文件中規定不再接受中國大陸旅居海外人士除中華人民共和國護照以外的所有旅行證件，還特別註明包括所在國頒發的難民旅行證；當時辦事處人員還建議他，可以「大陸專業人士」身分來台參加社會活動的方式向內政部移民署申請，但仍未果。唐柏橋痛批「這簡直是直接把台灣當成大陸的一個省」，马英九政府就是以此「惡法」阻止達賴喇嘛、維吾爾反抗運動領袖熱比婭來台參與活動。
外交部發言人王珮玲表示，中國大陸人士在第三國滿四年以上，如果未取得當地國籍，駐外單位會將申請案轉報移民署申請入國許可，而非由外交部核發簽證。內政部移民署入出國事務組組長葛廣薇表示，依《大陸地區人民進入台灣地區許可辦法》，中國大陸人士來台需持有中華人民共和國護照六個月以上，或有臺灣居民來往大陸通行證、中華人民共和國居民身分證；但唐柏橋案例特殊而無法取得相關文件，移民署會比照「王丹模式」以專簽方式申請唐柏橋入台簽證。但唐柏橋仍盼蔡英文政府修法，通案處理類似案件。

## 家庭
纽约市地方检察官龙宗泽（Felicity Lung）是前滇系軍閥首領龍雲孫女、唐柏桥前妻，2003年11月結婚，2013年2月離婚。